# 2012-es Australian Open
A 2012-es Australian Open az év első Grand Slam-tornája, az Australian Open jubileumi, 100. kiadása volt. 2012. január 16. és január 29. között rendezték meg Melbourne-ben.

## A győztesek
A férfiaknál a kétszeres bajnok Novak Đoković volt a címvédő. A szerb játékos ebben az évben is megnyerte a tornát, a döntőben Rafael Nadalt legyőzve 5–7, 6–4, 6–2, 6–7(5), 7–5-re. A finálé 5 óra 53 percig tartott, amely így minden idők leghosszabb Australian Open-mérkőzése s egyben Grand Slam-döntője lett. Az utóbbi rekordot korábban az 1988-as US Open fináléja tartotta, amelyen Mats Wilander 4 óra 54 perc alatt győzte le Ivan Lendlt 6–4, 4–6, 6–3, 5–7, 6–4-re. Đokovićnak ez volt az ötödik Grand Slam-győzelme pályafutása során.
A nőknél a fehérorosz Viktorija Azaranka szerezte meg a győzelmet, aki az elődöntőben kiejtette a címvédő Kim Clijsterst. Azaranka ellenfele a döntőben Marija Sarapova volt, akit 1 óra 22 perc alatt 6–3, 6–0-ra sikerült legyőznie. A fehérorosz játékosnak ez volt az első egyéni Grand Slam-győzelme pályafutása során, korábban döntőbe sem tudott jutni. A finálénak külön jelentőséget adott, hogy a győztese átvehette a vezetést a következő heti világranglistán. Ezzel a sikerrel Azaranka lett az első fehérorosz teniszező, aki egyesben Grand Slam-tornát nyert, és aki világelső lett.
A férfiak páros versenyét a 38 éves indiai Lijendar Pedzs és a 33 éves cseh Radek Štěpánek nyerte meg, a döntőben az esélyesebb Bryan ikreket 7–6(1), 6–2-re legyőzve. Pedzsnek ez volt az első győzelme férfi párosban az Australian Openen, összességében azonban a hetedik Grand Slam-diadalát ünnepelhette. Štěpánek első alkalommal nyert Grand Slam-versenyt, korábban egyszer játszott döntőt, a 2002-es US Openen. Akkor honfitársa, Jiří Novák volt a partnere.
A női párosok versenyét a Szvetlana Kuznyecova–Vera Zvonarjova-kettős nyerte, amely a harmadik fordulóban legyőzte a címvédő Gisela Dulko–Flavia Pennetta-párost. Kuznyecova és Zvonarjova a döntőben egy olasz duót, Sara Erranit és Roberta Vincit győzte le 5–7, 6–4, 6–3-ra. Ezzel a győzelemmel a 2008-as verseny óta először sikerült nyernie egy nem kiemelt párosnak a nők között az Australian Openen. A két orosz játékos együtt még soha nem nyert Grand Slam-tornát, de Kuznyecova 2005-ben szintén az Australian Openen Alicia Molikkal, Zvonarjova pedig 2006-ban a US Openen Nathalie Dechyvel győzött már.
A vegyes párosok küzdelmét az amerikai Bethanie Mattek-Sands és a román Horia Tecău által alkotott nyolcadik kiemelt kettős nyerte meg. A döntőben az ötödik kiemelt Jelena Vesznyina–Lijendar Pedzs-párost győzték le 6–3, 5–7, [10–3]-ra.

## Döntők

### Férfi egyes
Novak Đoković –  Rafael Nadal 5–7, 6–4, 6–2, 6–7(5), 7–5

### Női egyes
Viktorija Azaranka –  Marija Sarapova 6–3, 6–0

### Férfi páros
Lijendar Pedzs /  Radek Štěpánek  –  Bob Bryan /  Mike Bryan 7–6(1), 6–2

### Női páros
Szvetlana Kuznyecova  /  Vera Zvonarjova –  Sara Errani /  Roberta Vinci 5–7, 6–4, 6–3

### Vegyes páros
Bethanie Mattek-Sands /  Horia Tecău –  Jelena Vesznyina /  Lijendar Pedzs 6–3, 5–7, [10–3]

### Juniorok

#### Fiú egyéni
Luke Saville –  Filip Peliwo, 6–3, 5–7, 6–4

#### Lány egyéni
Taylor Townsend –  Julija Putyinceva, 6–1, 3–6, 6–3

#### Fiú páros
Liam Broady /  Joshua Ward-Hibbert –  Adam Pavlásek /  Filip Veger, 6–3, 6–2

#### Lány páros
Gabrielle Andrews /  Taylor Townsend –  Irina Hromacsova /  Danka Kovinić, 5–7, 7–5, [10–6]

## Világranglistapontok és pénzdíjazás

### Pontok
| Eredmény           | Férfi egyes | Férfi páros | Női egyes | Női páros |
| ------------------ | ----------- | ----------- | --------- | --------- |
| Győzelem           | 2000        | 2000        | 2000      | 2000      |
| Döntő              | 1200        | 1200        | 1400      | 1400      |
| Elődöntő           | 720         | 720         | 900       | 900       |
| Negyeddöntő        | 360         | 360         | 500       | 500       |
| 16 között          | 180         | 180         | 280       | 280       |
| 32 között          | 90          | 90          | 160       | 160       |
| 64 között          | 45          | 0           | 100       | 5         |
| 128 között         | 10          | –           | 5         | –         |
| Főtáblára jutás    | 25          | –           | 60        | –         |
| Selejtező (3. kör) | 16          | –           | 50        | –         |
| Selejtező (2. kör) | 8           | –           | 40        | –         |
| Selejtező (1. kör) | 0           | –           | 2         | –         |

### Pénzdíjazás
A 2012-es Australian Openen a Grand Slam-tornák történetének eddigi legnagyobb pénzösszegét osztották szét a játékosok között, összesen mintegy 26 000 000 ausztrál dollárt. A felnőtteknél a férfi és a női egyéni győztes fejenként 2 300 000 dollárt vihetett haza. Az alábbi oszlopok ausztrál dollárban mutatják az összegeket, párosnál feleződik az egy főre jutó díjazás.
| - Győzelem: 2 300 000 $ - Döntő: 1 150 000 $ - Elődöntő: 437 000 $ - Negyeddöntő: 218 500 $ - Negyedik kör: 109 250 $ - Harmadik kör: 54 625 $ - Második kör: 33 300 $ - Első kör: 20 000 $ | - Győzelem: 454 500 $ - Döntő: 227 250 $ - Elődöntő: 113 000 $ - Negyeddöntő: 56 000 $ - Harmadik kör: 31 500 $ - Második kör: 17 200 $ - Első kör: 9600 $ | - Győzelem: 135 500 $ - Döntő: 67 500 $ - Elődöntő: 33 900 $ - Negyeddöntő: 15 500 $ - Második kör: 7800 $ - Első kör: 3800 $ |